# صوفيا إسبينوزا ألفاريز
صوفيا إسبينوزا ألفاريز (بالإسبانية: Sofía Espinoza Álvarez)‏ هي عالمة جريمة ومؤلفة مكسيكية، ولدت في 5 مايو 1989 في México (Julio Iglesias album) ‏.